# Faro de El Estacio
El faro de El Estacio es una señal luminosa de Ayuda a la navegación marítima (AtoN) situada en la La Manga del Mar Menor, dentro del término municipal de San Javier (Región de Murcia, España), en un promontorio a la entrada del canal del Estacio, que comunica el Mar Menor y el Mar Mediterráneo. El faro actual data de 1976.

## Historia
En el lugar donde se sitúa el faro actual, en la gola de acceso al Mar Menor, se proyectó y construyó al final del siglo XVI una torre para la defensa de la costa y que llegó a contar con dos cañones y sus pertrechos en el momento de su derribo. 
En 1861 se aprobó por Real Orden de 22 de mayo la construcción de un faro de sexto orden en el mismo lugar, siendo entonces cuando se desmonta la Torre del Estacio para reutilizar sus materiales en la construcción de dicho faro. Inaugurado en 1862, tenía una apariencia de luz roja fija cuya lámpara se alimentaba primeramente de aceite y más tarde de parafina y petróleo. En 1911 se le cambió la característica a una de ocultaciones añadiendo un sistema de pantallas giratorias. En 1926 se reformó toda la iluminación del faro introduciendo una lámpara alimentada por acetileno, cambiando su característica a destellos y automatizando el faro.
En 1957, ante la imposibilidad de recrecer el edificio para incrementar el alcance del faro, se decide demolerlo, aunque el nuevo faro, una torre cilíndrica de hormigón, no entraría en servicio hasta 1976.

## Características
El edificio es una torre cilíndrica pintada a bandas horizontales blancas y negras con una altura de 29 metros, alcanzando el plano focal una altura de 32 metros sobre el nivel del mar. Está completamente automatizado. Emite una luz blanca en grupos de 4 destellos cada 20 segundos y su alcance nominal nocturno es de 14 millas náuticas.